# 関西国際空港連絡橋
関西国際空港連絡橋（かんさいこくさいくうこうれんらくきょう、Sky Gate Bridge R）は、大阪府泉佐野市のりんくうタウンと関西国際空港島を結ぶ、橋長3,750メートル (m) の世界最長のトラス橋である。空港が開港前年の1993年8月30日から運輸省および関西国際空港会社職員限定で通行を開始し、1994年4月1日からは工事関係者を対象に運用開始した。その後、開港と同時に一般利用が開始された（ただし、開港日当日はテロ防止のため送迎や見学客の利用は禁止された）。関西国際空港島の唯一の陸上アクセスを担い、スカイゲートブリッジRの愛称が付けられている。
高速道路ナンバリングによる路線番号は、関西空港自動車道とともに「E71」が振られている。

## 概要
上部構造は、上に道路（6車線）、下に鉄道（複線）が走る2階建て構造で、さらに電気・ガス・水道・電話（固定電話）などのライフライン全てがこの橋を利用する。鉄道橋としては日本では東北新幹線第1北上川橋梁の3,868 mに次ぐ長さで、JR在来線・私鉄では最長である。
管理者は、鉄道部分が新関西国際空港株式会社（以下、新関空会社）、道路部分が西日本高速道路株式会社（以下、NEXCO西日本）である。道路部分は2009年4月29日に関西国際空港株式会社（現・関西国際空港土地保有株式会社。以下、旧関空会社）からNEXCO西日本へ移管され、一般国道481号に編入された。
準大手ゼネコンの戸田建設の施工で1987年に着工し、1991年に竣工した。土木学会田中賞（1991年）受賞。橋自体は100年に1回の大地震や台風にも耐えられるよう設計したが、2018年9月4日に平成30年台風第21号の強風によるタンカー衝突という想定外の事故により片側の道路が破断、鉄道線路部も被害を受けた。
愛称「スカイゲートブリッジR」の「R」は、「Road」、「Railway」、「Rinku」の頭文字を表し、「Rainbow」、「Relationship」、「Remember」などにも通じる。登録商標を表す「Registered trademark」とは関係なく、「スカイゲートブリッジR」も商標登録はされていない。

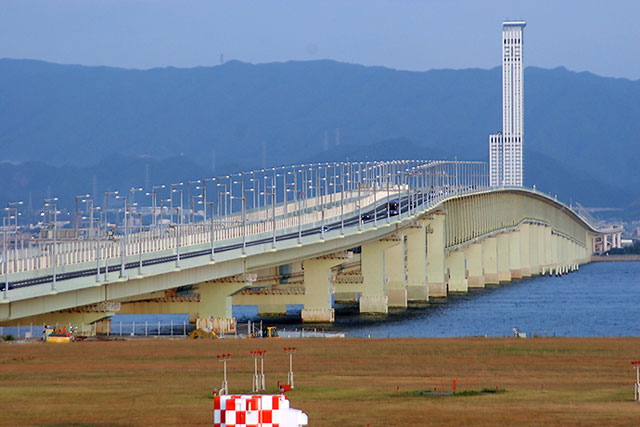
関西国際空港から望む
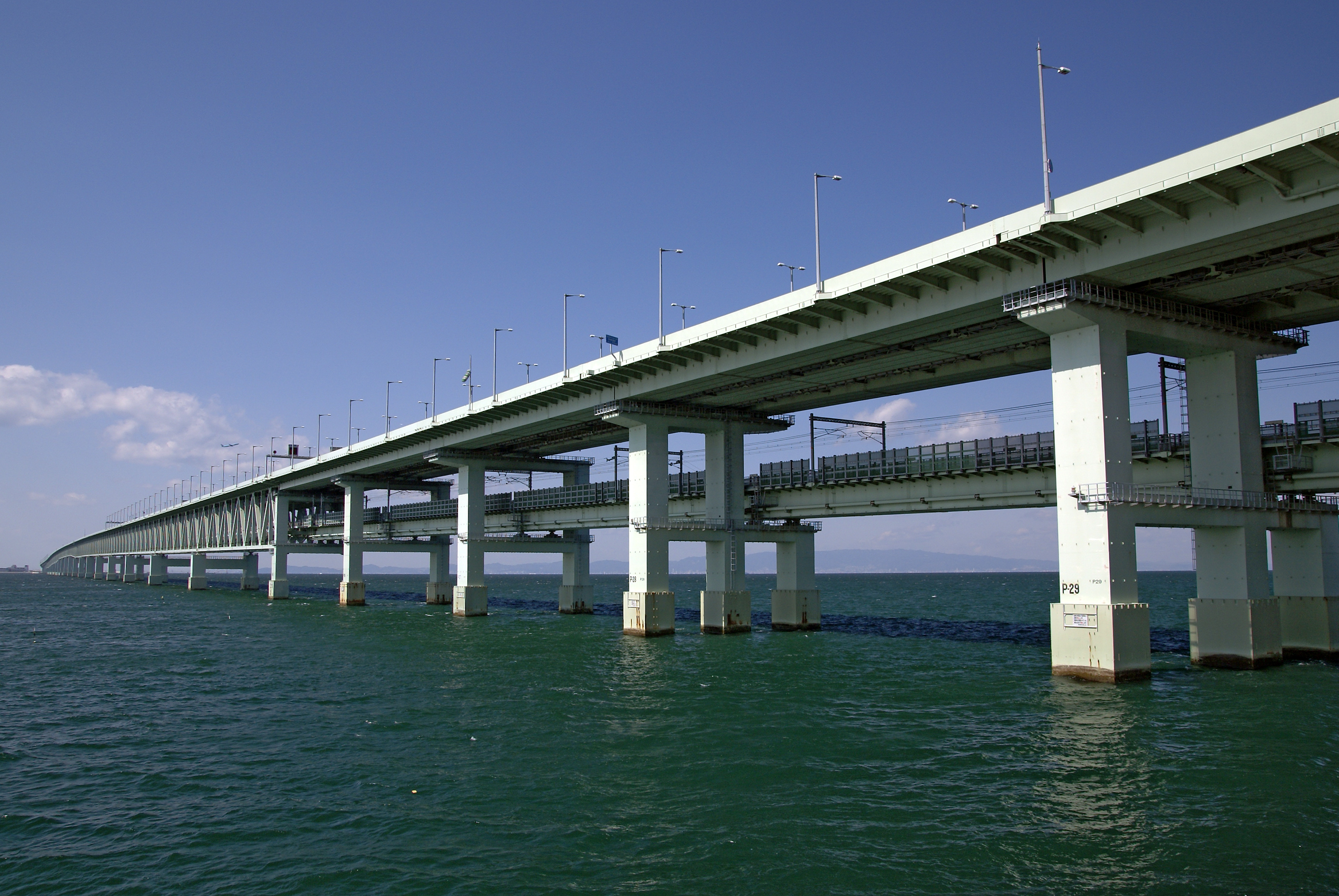
りんくう公園南袂から望む

### 連絡橋の国有化
連絡橋は、旧関空会社が約1,500億円で建設し管理していた。しかし建設費の有利子負債が旧関空会社の経営の足かせになっているため、国による買取・管理を強く求めていた。
2007年12月、連絡橋道路部分を国が旧関空会社から買い取る財務省予算原案が内示され、国有化の計画が決まり、2009年3月17日に国有化が閣議決定された。国有化のスキームとしては、国道481号の一般有料道路を新たに整備することとし、実際には建設に替えて旧関空会社から買い取るという形をとった。具体的には、2009年3月26日に連絡橋道路部分に相当する区間が国道481号の指定区間とされ、2009年4月16日に日本高速道路保有・債務返済機構（以下、高速道路機構）とNEXCO西日本との協定が変更されたことで、一般有料道路「関西国際空港連絡橋」の整備が確定した。ついで、2009年4月29日に連絡橋道路部分を国土交通省とNEXCO西日本が約700億円（資産価値は約780億円と試算）で買い取り、一般有料道路「関西国際空港連絡橋」が「開通」することになった。2009年4月29日午前0時、道路部分の管理はNEXCO西日本に引き継がれ、国道481号に編入された。同時に自動車通行料金も車種ごとに半額程度に値下げされた。NEXCO西日本が管理する他の有料道路と同様、保有しているのは高速道路機構である。
これにより、道路上の案内標識は自動車専用道路仕様（緑色）となり、インターチェンジ番号も振られた。直結している関西空港自動車道からの続き番号が振られ、りんくうICが4、関西国際空港ICが5となる。
この売却には鉄道部分は含まれず、引き続き関空会社が所有し、鉄道会社（JR西日本・南海）が使用する。2012年7月1日に空港の運営とともに鉄道部分も旧関空会社から新関空会社に移管された。
この国有化により年間約8億円の固定資産税を得られなくなる泉佐野市は、通行車両から往復150円の通行税を徴収する条例案を2008年8月の市議会で可決していた。しかし、2009年2月に国土交通省より減収分を補填できる財政支援策が提案され、それを受け入れた市により、この条例は廃止された。その後改めて法定外普通税としての課税について検討が進められ、総務大臣の同意を得て、2013年3月30日より5年間の期限付きで全車種往復100円（障害者割引適用車両については50円）の関空連絡橋利用税の徴収を開始した。その後、2017年7月に関空連絡橋利用税の更新について総務大臣の同意を得て、2018年3月30日から課税期間を5年間延長した。2023年2月24日に再度5年間延長することを発表した。

## 道路
当連絡橋の上段が6車線の自動車専用道路になっている。りんくうIC/JCTで関西空港自動車道と直結しており、インターチェンジ番号も連続している。また、海上であることから釣りなどを行うのを防止するため「路肩駐車禁止」の表示がある。
道路構造令での規格は第一種第三級に分類され、設計速度は80 km/hとなっている。
旧関空会社管理の道路だったが、2009年4月29日に国土交通省と西日本高速道路株式会社（NEXCO西日本）が購入し国道481号に編入された。
両端（あわせて約1.95キロメートル）にはポール照明が、中央部（約1.8キロメートル）には高欄照明がそれぞれ採用されている。これは、航空法によって高さが制限されている事に加え、パイロットや船舶に対して有害な光を与えない為である。

### インターチェンジなど
- 全区間が大阪府泉佐野市内に所在。
- 全線に渡ってサービスエリアやパーキングエリアなどの休憩施設、バスストップは設置されていない。
- 略字は以下の項目を示す。
IC：インターチェンジ、JCT：ジャンクション

| IC 番号                         | 施設名                         | 接続路線名                                                    | りんくう から (km) |
| ------------------------------- | ------------------------------ | ------------------------------------------------------------- | ------------------ |
| E71 関西空港自動車道 阪和道方面 |                                |                                                               |                    |
| 3                               | りんくうJCT                    | 阪神高速4号湾岸線                                             | 0.0                |
| 4                               | りんくうIC（関空方面ハーフIC） | 国道481号一般部 府道29号大阪臨海線 府道・県道63号泉佐野岩出線 | 0.0                |
| -                               | 関西国際空港料金所             |                                                               |                    |
| 5                               | 関西国際空港IC                 | 一般市道                                                      | 4.6                |

### 接続する道路
- りんくうJCTおよびりんくうIC にて
  - E71 関西空港自動車道
  -  阪神高速4号湾岸線
  - 国道481号の無料区間（=関西空港自動車道の側道部分）
  - 大阪府道29号大阪臨海線
  - 大阪府道63号泉佐野岩出線

### 通行料金
通行料金は、本州から来て空港島に入ったところにある料金所で往復分と利用税をまとめて支払う。
2019年10月1日に消費税が10パーセントに増税されたことに伴い、10円刻みの値上げが行われた。別途、泉佐野市の関空連絡橋利用税が全車種100円が徴収される。
| 車種 | 軽自動車等 | 普通車 | 中型車  | 大型車  | 特大車  |
| ---- | ---------- | ------ | ------- | ------- | ------- |
| 料金 | 630円      | 840円  | 1,050円 | 1,360円 | 2,300円 |

2014年4月から2019年9月までの料金
2014年4月1日に消費税が8パーセントに増税されたことに伴い、10円刻みの値上げが行われた。加えて関空連絡橋利用税が2018年に5年間延長されたことに伴い、引き続き全車種100円（障害者割引の場合は50円）が別途徴収される。
| 車種 | 軽自動車等 | 普通車 | 中型車  | 大型車  | 特大車  |
| ---- | ---------- | ------ | ------- | ------- | ------- |
| 料金 | 620円      | 820円  | 1,030円 | 1,340円 | 2,260円 |

2009年4月から2014年3月までの料金
2009年4月29日から、道路の国有化、管理者の変更に伴い値下げが行われた。
次表は、値下げ後の通行1回あたり往復分通行料金である。下記通行料金に加え2013年3月30日より5年間、下記通行料金に加え泉佐野市の関空連絡橋利用税として全車種100円が徴収される（ETC車はETCを通じて徴収）。
| 車種 | 軽自動車等 | 普通車 | 中型車  | 大型車  | 特大車  |
| ---- | ---------- | ------ | ------- | ------- | ------- |
| 料金 | 600円      | 800円  | 1,000円 | 1,300円 | 2,200円 |

2009年4月までの通行料金
次表は2009年4月28日までの往復分の料金である。土曜日・日曜日・祝日の軽自動車等と普通車は括弧内の額。
| 車種                  | 軽自動車等        | 普通車            | 中型車   | 大型車   | 特大車   |
| --------------------- | ----------------- | ----------------- | -------- | -------- | -------- |
| 料金                  | 1,200円 (1,000円) | 1,500円 (1,000円) | 1,800円  | 2,700円  | 4,700円  |
| 回数券 （11枚つづり） | 12,000円          | 15,000円          | 18,000円 | 27,000円 | 47,000円 |

回数券は2008年9月20日をもって発売が中止され、料金が変更される2009年4月29日以降は使用できなくなった。未使用分については同日以降、関空第1駐車場管理事務所にて払い戻しを行う。

#### ETC
ETCは2007年3月1日から利用可能となっている。
NEXCO西日本への移管に伴い、企画割引「移管特別割引」として深夜割引と通勤割引が導入された。当初2009年8月31日までの期間限定とされていたが、延長を重ね、2011年3月31日まで実施された。2011年4月1日からは正式な深夜割引・通勤割引になったが、深夜割引の割引率は30%のままであった。2011年8月1日から他の地方部の高速道路と同じ割引内容になる。また、移管により、ETCマイレージサービスでポイントが付くようになり、ポイント還元額の利用も可能になった。

#### タクシーの通行料金
客を乗せて空港島に入ったタクシーは空車で（客を乗せずに）空港島を出なければならず、逆に空港島から客を乗せるには空車で空港島に入らなければならない。
連絡橋の通行料金は客が負担することになるが、客は片道しか連絡橋を通らないので、国有化されNEXCO西日本に移管される前（2009年4月28日まで）は、タクシーの通行料金は往復の1,500円ではなく、特別に750円（片道の料金に相当）であった。しかし、この特例措置は国有化・NEXCO西日本への移管時（2009年4月29日）に廃止され、タクシーも通常往復料金の800円を払う事となった。差額の50円や、片道分の400円を誰が負担するか（客が払うかタクシー運転手・会社が払うか）は、個々のタクシーにより対応が分かれている。NEXCO西日本は、タクシーの通行料金について見直す方針はないとしている。また、ETC時間帯割引の適用は空港島へ入ったところにある料金所を通過した時刻で判断されるため、空車で割引対象外の時間に空港島へ入り、割引対象時間帯に客を乗せて出る場合、客としては割引料金のつもりだが、実際にはタクシーは割引されていない料金を払わなくてはならない。

### 交通量
24時間交通量（台） 道路交通センサス
| 区間                            | 平成22（2010）年度 | 平成27（2015）年度 |
| ------------------------------- | ------------------ | ------------------ |
| りんくうJCT/IC - 関西国際空港IC | 17,780             | 22,084             |

（出典：「平成22年度道路交通センサス」・「平成27年度全国道路・街路交通情勢調査」（国土交通省ホームページ）より一部データを抜粋して作成）
- 令和2年度に実施予定だった交通量調査は、新型コロナウイルスの影響で延期された[14]。

## 鉄道
JR関西空港線と南海空港線が連絡橋下段の複線を共用している。
連絡橋の空港側付近では一部区間で当連絡橋道路部と並走する区間がある。

### 運賃
両社共通
- りんくうタウン駅 - 関西空港駅 : 片道370円（うち加算運賃170円）

JR関西空港線
- 日根野駅 - 関西空港駅 : 片道460円（うち加算運賃220円）
- 天王寺駅 - 関西空港駅 : 片道1,080円（うち加算運賃220円）

南海空港線
- 泉佐野駅 - 関西空港駅 : 片道490円（うち加算運賃230円）
- 難波駅 - 関西空港駅 : 片道930円（うち加算運賃230円）

## タンカー衝突事故
| 関西国際空港連絡橋に衝突したタンカー |  | 関西国際空港連絡橋に衝突したタンカー |
| 関西国際空港連絡橋に衝突したタンカー |  |                                      |

2018年9月4日（奇しくもこの日は丁度、開港して24年となる日であった）13時40分ごろ、日本船籍で日之出海運が所有し鶴見サンマリンが運航する航空燃料タンカー「宝運丸」が、台風21号の強風に流され、空港島から20m離れた下り線の橋桁に衝突し、橋梁が大きく損傷して中央の鉄道線路部までずれ、連絡橋が使用不能となった。宝運丸の乗組員は、海上保安庁のヘリコプターで2名、運航会社の手配した船で9名救出され全員無事であった 。
5日、タグボート2隻と警戒船2隻により宝運丸の曳出作業を実施した。
7日、被害の少なかった上り線を利用して、下り線損傷部前から空港料金所付近まで対面通行が可能となり、これにより営業用乗合・貸切バス（無料の臨時シャトルバスを含む）、タクシー・ハイヤー（鉄道・バスを利用することが著しく困難な方が利用するものに限る）、通行止め以前に駐車した車両（駐車場から出庫する車両のみ）が通行可能となった。
12日から14日にかけて損傷した橋桁の撤去を行った。18日には鉄道が運転を再開、これにより臨時シャトルバスの運行を終了。さらに21日からは、事業用ナンバーのタクシー・ハイヤーが通行可能となり、翌10月6日には自家用ナンバーの自家用車・レンタカーも通行可能となった。
2019年2月12日から14日にかけて、修復した橋桁の架設を行った。翌3月7日に4車線で復旧し、同年4月8日午前6時に6車線で完全復旧した。